# Находка (бухта, Карское море)
Нахо́дка — пресноводная бухта на западном берегу Обской губы полуострова Ямал.
Вдаётся в материк на 9 км. Мелководна. Во время отлива вода отходит на 2‒3 км.
Удобная для якорной стоянки бухта была обнаружена и названа Находкой гидрографом А. И. Вилькицким в 1895 году. Программа экспедиции Вилькицкого предусматривала поиск закрытой бухты для перевалки грузов в сообщении река—море. Для такого перевалочного пункта выбрали бухту Находка. Бухта была исследована капитаном Сергеевым в 1897 году, после чего использовалась для торгового сообщения Сибири с Англией.
В настоящее время на берегу бухты расположено небольшое поселение Бухта-Находка.